# Chambre de commerce des États-Unis
La Chambre de commerce des États-Unis, en anglais : United States Chamber of Commerce ou U.S. Chamber of Commerce ou AmCham, est un lobby patronal américain fondé en 1912.
La Chambre de commerce des États-Unis est connue pour dépenser plus d'argent dans la vie politique que n'importe quelle autre organisation.
Elle représente les 100 plus grosses multinationales américaines et est considérée comme un des lobbys les plus puissants du pays.
La Chambre de commerce des États-Unis est controversée en raison de ses prises de positions et ses méthodes. Elle se présente régulièrement comme agissant au nom de millions de petites entreprises, bien que ce ne soit pas le cas.
Elle est un soutien majeur du Parti républicain américain et défend certains démocrates conservateurs comme Joe Manchin.
La Chambre est connue pour vouloir lutter agressivement contre les syndicats, soutenir l'industrie du tabac, et s'opposer avec virulence aux lois sur la protection des consommateurs. Elle a aussi soutenu le mouvement climatosceptique et la dérégulation des marchés financiers.
Elle dispose d'une représentation au sein de l'Union européenne surnommée EU Committee of AmCham qui emploie des dizaines de lobbyistes.
Son siège est situé à Washington.

## Prises de position

### Tabac
La Chambre de commerce des États-Unis défend systématiquement les intérêts de l'industrie du tabac, notamment en s'opposant à la mise en place de mesures anti-tabac à l'étranger.
Affirmant s'exprimer au nom du business américain, elle n'hésite pas a faire pression sur des pays pauvres qui veulent limiter le marketing du tabac.
Elle milite pour que les entreprises du secteur du tabac ne soient pas exclues du mécanisme de règlement des différends entre investisseurs et États, un accord d'arbitrage controversé négocié dans le cadre notamment sur l'accord de partenariat transpacifique. 
Plusieurs sénateurs démocrates (Richard Blumenthal, Sherrod Brown, Dick Durbin, Al Franken, Jeff Merkley, Elizabeth Warren et Sheldon Whitehouse) ont critiqué la Chambre de commerce des États-Unis pour sa défense de l'industrie du tabac et ses menaces contre les pays pauvres.

### Climat
La Chambre de commerce des États-Unis s'est opposée pendant près de 20 ans aux mesures de lutte contre le changement climatique,. En 2010, elle juge que diminuer les émissions de CO2 serait destructeur pour l'économie.
Cette prise de position a entrainé le départ temporaire de certains membres, comme Apple.

### Santé
La Chambre de commerce des États-Unis s'est opposée à la mise en place du système d'assurance santé obligatoire appelé Patient Protection and Affordable Care Act ou Obamacare. Toutefois, elle ne milite plus pour son abrogation,.

### Fiscalité
Le plan fiscal du Président Donald Trump a été en grande partie rédigé par la Chambre de commerce des États-Unis.
Selon le Financial Times, « Les baisses d'impôts de ce plan ont bénéficié dans l'immense majorité aux très hauts revenus. Le pays devient une pure ploutocratie ».

### Droit des consommateurs
La Chambre de commerce des États-Unis est connue pour lutter contre le renforcement des droits des consommateurs.
Elle milite pour l'arbitrage obligatoire dans les contrats de consommation entre particuliers et entreprises. Ces contrats, très utilisés aux États-Unis, sont illégaux dans de nombreux pays. Ils interdisent aux clients de porter plainte en justice contre les entreprises.

## Organisations affiliées
- Americans for Transportation Mobility
- Center for Capital Markets Competitiveness
- Center for International Private Enterprise
- Global Energy Institute
- Institute for Legal Reform
- Institute for Organization Management (IOM)
- U.S. Chamber Litigation Center
- U.S. Chamber of Commerce Foundation (previously the National Chamber Foundation)